# Silbersee (Remshart)
Der Silbersee ist ein heute der Naherholung dienender Baggersee  beim Pfarrdorf Remshart der Gemeinde Rettenbach im bayerischen Landkreis Günzburg. 

## Beschreibung
Der See liegt weniger als einen Kilometer nordöstlich von Remshart am Ostrand des Gemeindegebietes in der breiten Talebene zwischen den Flüssen Kammel und – etwas ferner –  Mindel. Die nächstgrößere Stadt ist Burgau etwa 3 km im Südosten.
In den 1960er Jahren wurde hier Kies abgebaut, wodurch der See entstand. Sein Name stammt von den Remsharter Bürgern, denen der See bei Sonneneinstrahlung wie ein „Silbermeer“ erschien. Als sich der Kiesabbau nicht mehr rechnete, wurde der See der Natur überlassen.
Der etwa 17 Hektar große See hat 3 Inseln, auf einer steht ein Freileitungsmast. Am nordwestlichen Ufer befindet sich ein Campingplatz mit ca. 100 Stellplätzen, am südwestlichen ein Restaurant. Dazwischen erstreckt sich am westlichen Ufer eine große Liegewiese, eine Badebucht wurde für Kinder angelegt.